# غيتا داي
غيتا داي (بالهندية: गीता दिवस؛ بالإنجليزية: Gita Dey) هي ممثلة هندية (وحملت سابقاً جنسية اتحاد الهند والراج البريطاني)، ولدت في 5 أغسطس 1931 في كلكتا في الهند، وتوفيت بنفس المكان في 17 يناير 2011.

## وصلات خارجية
- غيتا داي على موقع IMDb (الإنجليزية)
- غيتا داي على موقع قاعدة بيانات الفيلم (الإنجليزية)